# John Hopkinson
John Hopkinson   (Manchester, 27 de juliol de 1849 - Petite Dent de Veisivi i Val d'Hérens, 27 d'agost de 1898) va ser un matemàtic i enginyer anglès, conegut pels seus treballs en electricitat.
Hopkinson, fill d'un enginyer soci d'una firma d'enginyeria de Manchester, va estudiar al Owens College (actualment Universitat de Manchester) i el 1867 va entrar al Trinity College (Cambridge) en el que es va graduar el 1871, essent senior wrangler i Smith's Prize. Després de graduar-se va fer el seu primer viatge als Alps, lloc que freqüentaria en anys successius per la seva gran afició a la muntanya.
Després de treballar un temps a l'enginyeria de son pare, va ser enginyer i director de Chance Brother's & Co., una enginyeria de Birmingham en la que es va especialitzar en òptica i il·luminació. El 1877 va decidir traslladar-se a Londres, mantenint les seves relacions amb Chance Brother's, però exercint d'enginyer consultor independent. A Londres va adquirir fama com expert en litigis sobre patents. A partir de 1881, va ser el consultor de les empreses britàniques d'Edison.
Hopkinson va millorar l'eficiència de les, va inventar el sistema trifàsic de distribució de l'electricitat i va ser el primer en establir les bases dels sistemes de tarifació binomials de l'energia elèctrica.

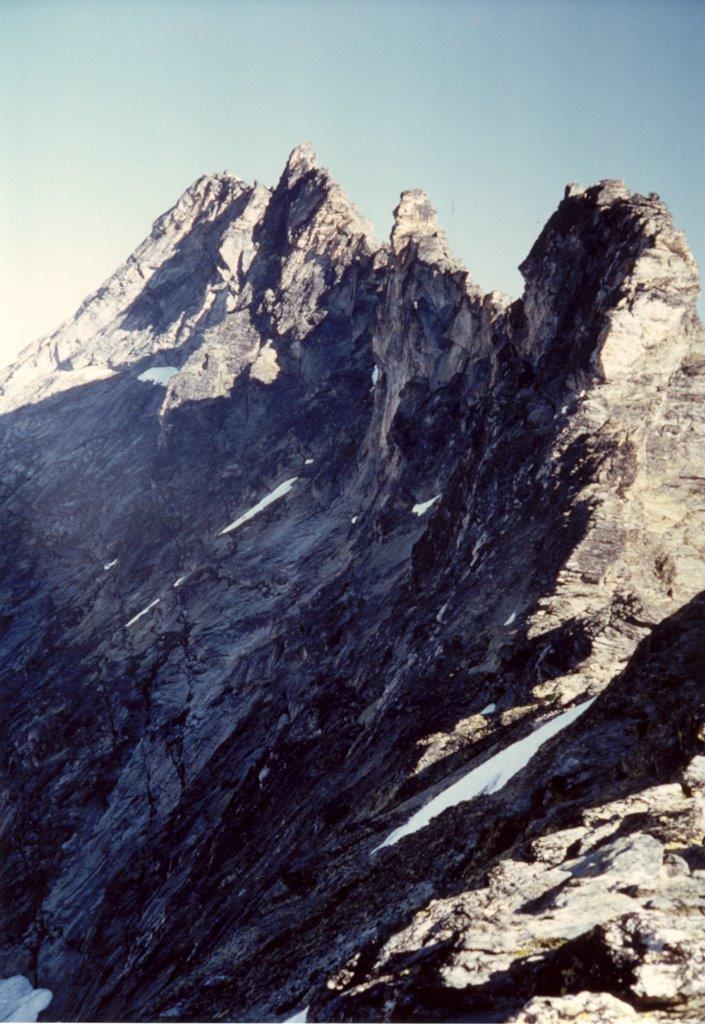
Petite Dent de Veisivi (Districte d'Hérens), lloc de la mort de Hopkinson

L'estiu de 1898, Hopkinson i tres dels seus fills (un noi i dues noies), van morir en un accident de muntanya a la Petite Dent de Veisivi, al cantó del Valais (Suïssa). Només tenia 49 anys. Les seves restes descansen al cementiri de l'església anglicana de Saint John's a Territet, Montreux (Suïssa).